# Pseudoplatystoma orinocoense
Pseudoplatystoma orinocoense es una especie de pez de la familia Pimelodidae en el orden de los Siluriformes.

## Morfología
- Pueden alcanzar hasta 52,4 cm de longitud total.[1][2]
- Número de  vértebras: 39-41.[1]
- Presenta cerca de una docena de barras verticales rectas paralelas bien definidas, cada una de las cuales forma un anillo alrededor del cuerpo.[2]

## Hábitat
Es un pez de agua dulce. y de clima tropical.

## Distribución geográfica
Se encuentran en Sudamérica:  cuenca del río Orinoco en Venezuela.